# 栃木県道247号日光今市線

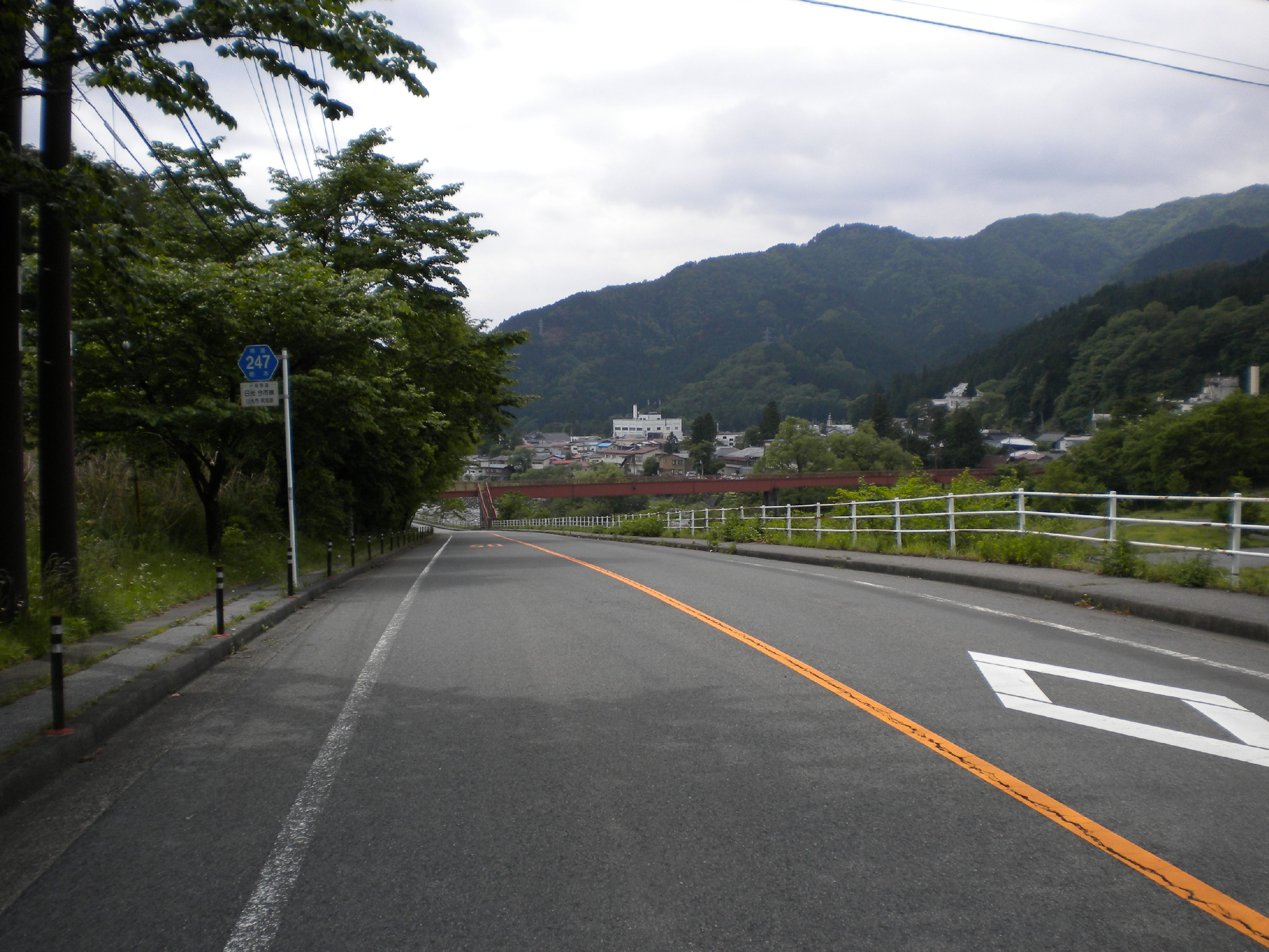
日光市萩垣面付近

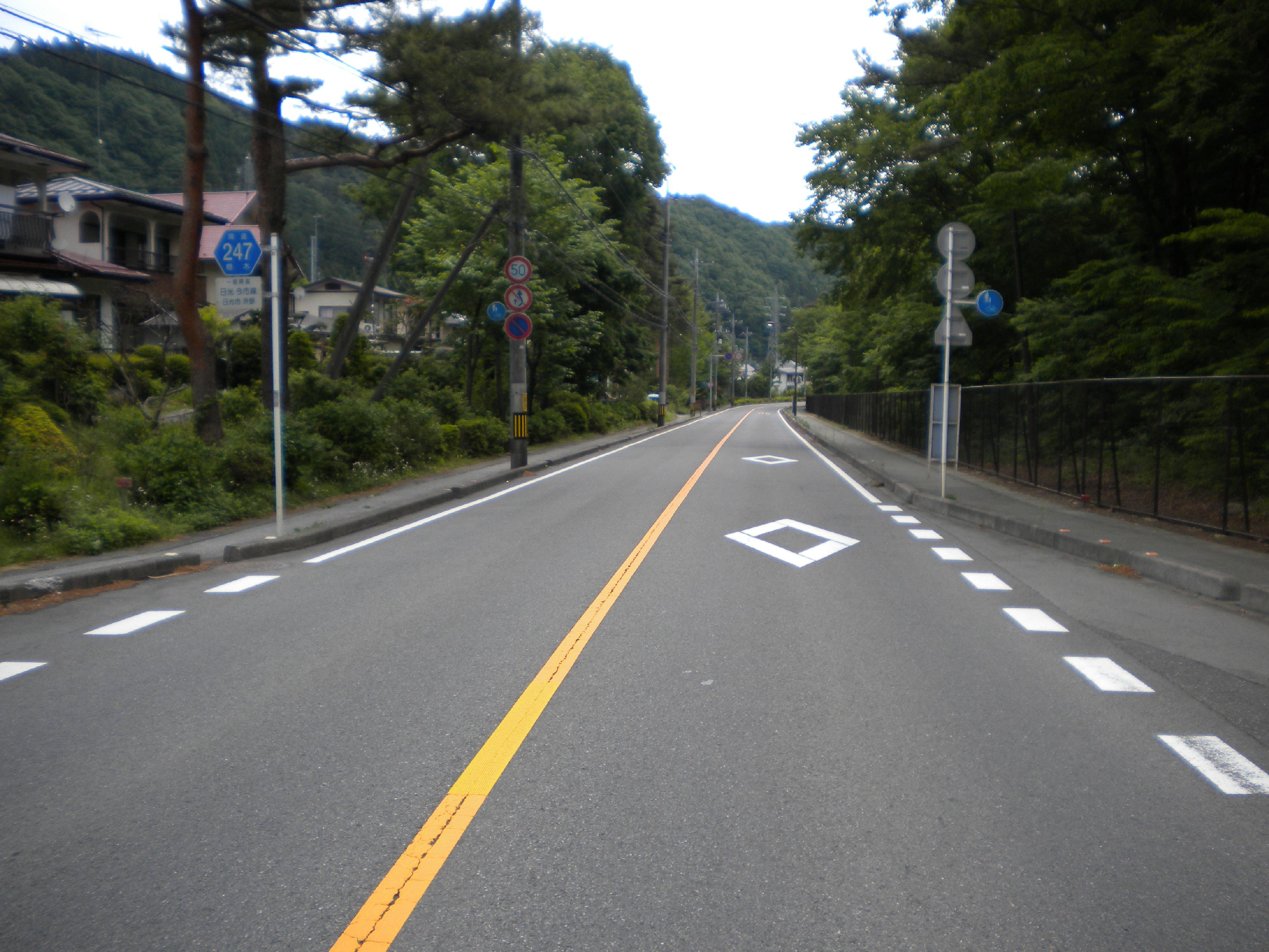
日光市所野付近

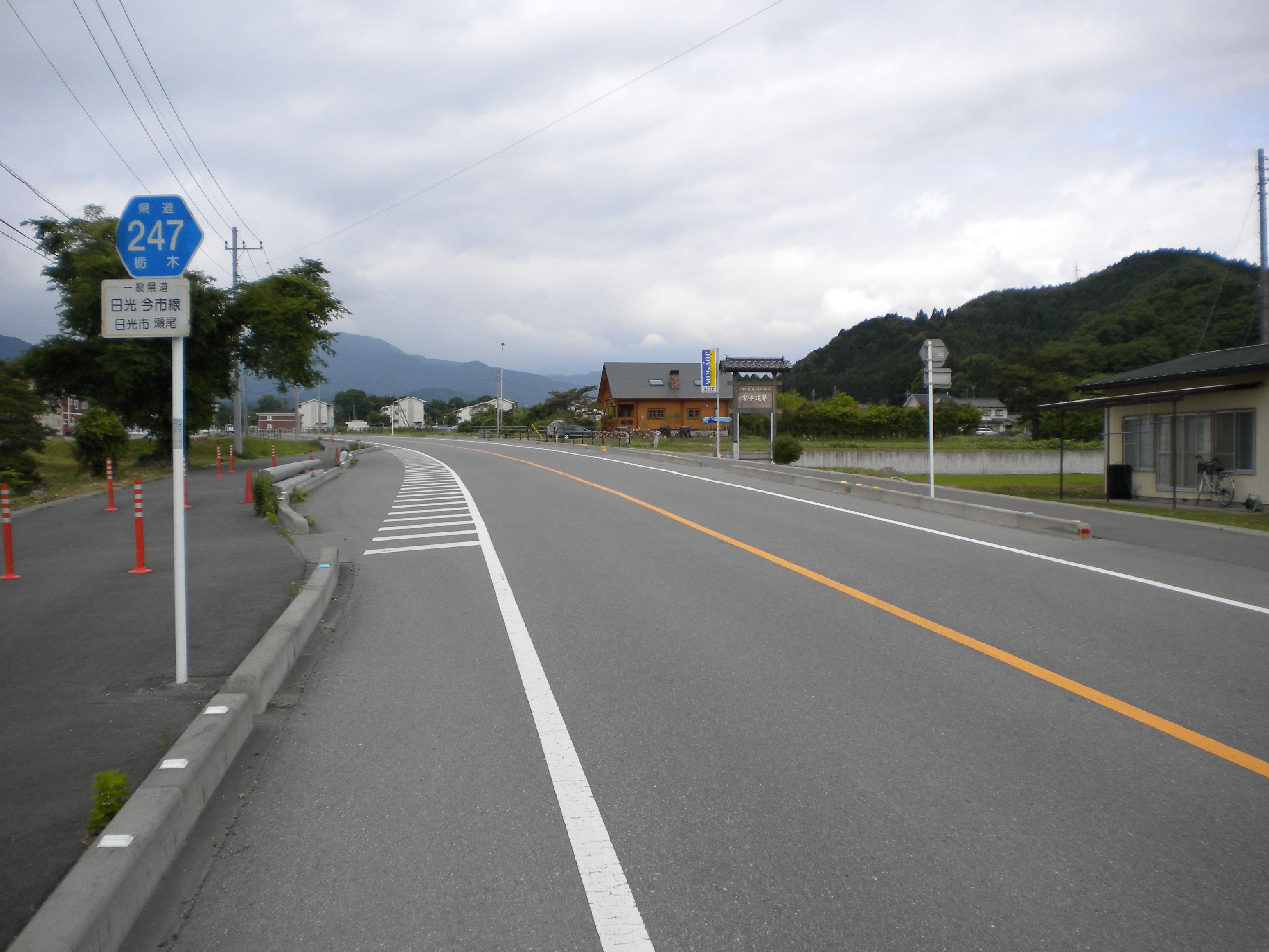
日光市瀬尾付近

栃木県道247号日光今市線（とちぎけんどう247ごう にっこういまいちせん）は、栃木県日光市に位置する一般県道である。

## 概要
大谷川北岸を走り、日光市日光地区から所野公園付近を経由し日光市市街地（旧今市市）までを結ぶ道路。大谷川南岸を走る日光街道（国道119号）に比べ交通量が少なく、日光街道渋滞時のバイパスとして機能している。本県道としては県道栗山今市線交点（材木町交差点）において終点となるが、そのまま0.8kmほど直進すると会津西街道（国道121号）へと接続することから、混雑する日光市街地から鬼怒川方面への抜け道としても利用できる。
起点の神橋交差点は国道3路線の起点でもあり、交通の要衝である。世界遺産「日光の社寺」の一つである日光東照宮へのアクセス路でもあり、起点付近では大型連休などを中心に激しい渋滞が発生する。

## 路線データ
- 総延長：8.266km
- 実延長：8.248km
- 起点：栃木県日光市山内（神橋交差点＝国道119号・国道120号・国道122号交点）
- 終点：栃木県日光市瀬尾（材木町交差点＝栃木県道245号栗山今市線交点）
- 認定：1974年（昭和49年）3月29日

## 交差する道路
- 国道119号・国道120号・国道122号（日光市山内・神橋交差点＝起点）
- 栃木県道169号栗山日光線（日光市所野・霧降大橋交差点）
- 栃木県道245号栗山今市線（日光市瀬尾・材木町交差点＝終点）

## 沿線施設
沿線は林の中を進む部分が多く、公園も多数点在している。
- 栃木県立今市特別支援学校
- 日光市松原公園
- 日光市丸山公園
- 日光カンツリー倶楽部
- 日光市所野公園
- 小倉山森林公園
- 日光市立日光小学校
- 小杉放菴記念日光美術館